# Вихрен (футбольний клуб)
«Вихрен» — болгарський футбольний клуб з міста Санданський, який бере участь у південно-західній групі Третьої аматорської футбольної ліги. Клуб був заснований 24 травня 1925 року. Він проводить свої домашні ігри на стадіоні «Санданський» місткістю 6 000 місць. Кольори клубу — зелений і білий.
У 2005 році «Вихрен» вперше за свою історію вийшов до Групи А і провів чотири сезони у найвищому дивізіоні, найкращим результатом стало 9 місце, досягнуте в сезонах 2005/06 та 2006/07. Після вильоту з еліти у сезоні 2008/09 команда грає переважно у третьому, аматорському дивізіоні.

## Історія
Заснуванням клубу вважається 1925 рік, коли в Санданському був заснований перший футбольний клуб — ФК «Устрем». До 1944 року в місті діяли й інші клуби — ФК «Гоце Делчев» (1931), ФК «Беломорець» (1941).
Після 1944 року почалася низка реформ у футболі. У 1948 році спортивний клуб в курортному містечку отримав ім'я «Яне Санданський». Наприкінці 1949 року було створено кілька добровільних спортивних організацій — «Строїтел», «Червено знаме», «Динамо», «Спартак» та інші. У 1957 році вони були об'єднані у єдиний клуб «Вихрен».
«Вихрен» виступав у Південно-західній зональній групі до сезону 1976/77, коли вперше в своїй історії вийшов до Групи Б, другого дивізіону країни. Найкращим там став сезон 1979/80, коли «Вихрен» фінішував другим, після «Беласиці» (Петрич). У сезоні 1988/89 «Вихрен» знову потрапив у Групу «Б» і в наступні роки команди переміщалась між другим та третім дивізіонами.
На початку 21 століття управління клубом перейшло до бізнесмена Константина Динева. Було вкладено серйозне фінансування, і в сезоні 2004/05 команда посіла 1-е місце в Групі Б та вперше за свою історію вийшла до Групи А, вищого дивізіону країни.
У наступні роки «Вихрен» зумів утвердитися в елітному дивізіоні, оскільки власник вирішив залучити досвідчених легіонерів. Найсерйозніший слід залишив сербський захисник Зоран Цветкович, нігерієць Шалозе Удоджи та португалець Сержинью. А першим став гравець «Порту» Жозе Фуртадо, взятий на правах оренди у 2005 році. У сезоні 2007/08, Динев вирішив запросити ще й португальського тренера Руя Діаса, а також вісім португальських і два бразильських гравця. Але через три місяці, Руй Діас був звільнений за незадовільні результати. Наприкінці сезону команда фінішувала на 10 місці.
Сезон 2008/09 розпочався перемогою 1:0 проти віце-чемпіона «Левскі». У 4-му турі клуб переміг столичний «Локомотив». У січні 2008 року «Вихрен» підписав досвідчених грецьких футболістів Хрістоса Маладеніса і Дімітріоса Зографакіса. Але команді це не допомогло і наприкінці сезону вона фінішувала на 14-му місці та вилетіла до другого дивізіону.
У наступних сезонах 2009/10 та 2010/11 клуб грав у болгарському другому дивізіоні, поки 2011 року через фінансові проблеми команду не позбавили професіонального статусу. В результаті на початку 2012 року команда об'єдналась із клубом Малеш (Микрево), який грав у Групі Б і об'єднана команда носила назву «Малеш-Вихрен», але не змогла врятуватись від вильоту і по завершенні сезону 2011/12 також збанкрутувала.
Натомість у сезоні 2012/13 «Вихрен» стартував у болгарському 4-му дивізіоні, регіональній лізі, вигравши всі свої поєдинки за винятком двох нічиїх і вийшов до Третьої ліги.

## Відомі гравці
| - Пандо Котов - Владимир Каракачієв - Атанас Манушев - Божко Пантазієв - Прокоп Митов - Ілія Точев - Кирил Кацаров - Пламен Міцанський - Валентин Станков - Методі Андреєв - Тодор Мечев - Красимир Бакалов - Іван Бонев - Атанас Грозданов - Сержинью | - Євгеній Михайлов - Атанас Диржанлієв - Іван Копривленський - Здравко Венетов - Михаїл Божилов - Тодор Пармаков - Борис Тусонджиєв - Євгеній Облаков - Кристо Пенев - Йордан Мурлев - Кирил Чобанов - Георгій Лулейський - Ніколай Якімов - Йордан Бозданський - Славчо Георгієвський | - Христо Денчев - Кирил Велинов - Іван Топалов - Еміл Міцанський - Марин Койнарський - Георгій Божудов - Васил Терзійський - Чудомир Чукаров - Ангел Соколов - Ілія Чакиров - Драго Божкілов - Свилен Спасов - Христо Златинов - Славчо Тошев |  |

## Досягнення
- 9 місце в групі A: 2005/06
- 1 місце в групі B: 2004/05
- Чвертьфіналіст кубка Болгарії: 2005/06
- Чвертьфіналіст кубка Радянської армії: 1985/86